# Stenellipsis meckei
Stenellipsis meckei es una especie de escarabajo longicornio del género Stenellipsis, tribu Acanthocinini, subfamilia Lamiinae. Fue descrita científicamente por Mille & Sudre en 2010.
La especie se mantiene activa durante los meses de febrero, octubre y noviembre.

## Descripción
Mide 7-8 milímetros de longitud.

## Distribución
Se distribuye por Nueva Caledonia.